# Ядыгерьское сельское поселение
Ядыгерьское се́льское поселе́ние — муниципальное образование в Кукморском районе Татарстана Российской Федерации.
Административный центр — село Ядыгерь.

## История
Статус и границы сельского поселения установлены Законом Республики Татарстан от 31 января 2005 года № 27-ЗРТ «Об установлении границ территорий и статусе муниципального образования "Кукморский муниципальный район" и муниципальных образований в его составе».

## Население
| 2010  | 2011  | 2012  | 2013  | 2014  | 2015  | 2016  |
| ----- | ----- | ----- | ----- | ----- | ----- | ----- |
| 1047  | ↘1046 | ↘1043 | ↘1035 | ↘1026 | ↘1021 | ↗1031 |
| 2017  | 2018  |       |       |       |       |       |
| ↘1023 | ↗1028 |       |       |       |       |       |

## Состав сельского поселения
| № | Населённый пункт | Тип населённого пункта       | Население |
| - | ---------------- | ---------------------------- | --------- |
| 1 | Верхний Шемордан | деревня                      |           |
| 2 | Починок-Шемордан | деревня                      |           |
| 3 | Тарлау           | деревня                      |           |
| 4 | Ядыгерь          | село, административный центр |           |